# Quá trình đốt cháy Neon
Quá trình đốt cháy Neon (phân rã hạt nhân) là một tập hợp các phản ứng tổng hợp hạt nhân diễn ra trong các ngôi sao lớn (ít nhất là 8 lần so với khối lượng Mặt trời). Đốt cháy neon đòi hỏi nhiệt độ và khối lượng riêng cao (khoảng 1,2×109 K hoặc 100 KeV và 4×109 kg m³).
Ở nhiệt độ cao như vậy, sự phân hủy quang trở thành một hiệu ứng đáng kể, vì vậy một số hạt nhân neon bị phân hủy, giải phóng các hạt alpha:
| 20 10Ne | + | γ     | → | 16 8O   | + | 4 2He |
| 20 10Ne | + | 4 2He | → | 24 12Mg | + | γ     |

Cách khác: 
| 20 10Ne | + | n     | → | 21 10Ne | + | γ |
| 21 10Ne | + | 4 2He | → | 24 12Mg | + | n |

trong đó neutron tiêu thụ ở bước đầu tiên được tái sinh ở bước thứ hai.
Quá trình đốt neon diễn ra sau quá trình đốt carbon đã tiêu thụ hết carbon trong lõi và tạo ra lõi oxy - neon - natri - magiê mới. Cốt lõi là ngừng sản xuất năng lượng nhiệt hạch và co lại. Sự co lại này làm tăng khối lượng riêng và nhiệt độ lên đến điểm bắt lửa của quá trình đốt cháy neon. Nhiệt độ tăng xung quanh lõi cho phép carbon đốt trong vỏ, và sẽ có vỏ đốt helium và hydro bên ngoài.
Trong quá trình đốt cháy neon, oxy và magnesi tích lũy trong lõi trung tâm trong khi neon được tiêu thụ. Sau một vài năm, ngôi sao tiêu thụ hết neon và lõi ngừng sản xuất năng lượng nhiệt hạch và co lại. Một lần nữa, áp lực hấp dẫn chiếm lấy và nén lõi trung tâm, tăng mật độ và nhiệt độ cho đến khi quá trình đốt cháy oxy có thể bắt đầu.